# Sinbad (film, 1989)
Pour les articles homonymes, voir Sinbad.
Pour plus de détails, voir Fiche technique et Distribution.
Sinbad (Sinbad of the Seven Seas) est un film italo-américain réalisé par Enzo G. Castellari et Luigi Cozzi sorti en 1989.

## Résumé
Une mère pour faire endormir son enfant lui conte les aventures du marin Sinbad. Ce dernier pour aider un prince à conquérir le cœur de sa princesse et sauver la ville de Bassorah de l'emprise du sorcier Jaffar doit retrouver cinq pierres magiques. Son voyage le conduira ainsi que son équipage sur l'île des amazones et sur l'île des morts où il affrontera son double.

## Fiche technique
- Titre : Sinbad
- Titre original : Sinbad of the Seven Seas
- Réalisation : Enzo G. Castellari et Luigi Cozzi
- Producteur : Enzo G. Castellari, Menahem Golan et Yoram Globus
- Scénario : Tito Carpi et Enzo G. Castellari d'après une histoire de Luigi Cozzi
- Musique : Dov Seltzer
- Photographie : Blasto Giurato
- Montage : Gianfranco Amicucci
- Direction artistique : Walter Patriarca
- Costumes : Adriana Spadaro
- Effets spéciaux de maquillage : Maurizio Trani
- Effets spéciaux : Dino Galiano
- Année de production : 1989
- Pays d'origine :  Italie -  États-Unis
- Langue originale : italien - anglais
- Format : couleur
- Ratio : 35 mm – 1,85:1
- Genre : aventure maritime
- Durée : 93 minutes
- Date de sortie :
  - États-Unis : 1er avril 1989

## Distribution
- Lou Ferrigno : Sinbad le marin
- John Steiner : Jaffar
- Roland Wybenga : Ali
- Ennio Girolami : Viking
- Hal Yamanouchi : Samourai
- Yehuda Efroni : Ahmed
- Alessandra Martines : Alina
- Teagan Clive : Soukra
- Leo Gullotta : Nadir
- Stefania Girolami Goodwin : Kyra
- Donald Hodson : Le Calife
- Melonee Rodgers : Farida
- Cork Hubbert : Midget
- Romano Puppo : Capitaine
- Attilio Cesare Lo Pinto : Le Roi des Zombies
- Armando MacRory : Le crieur
- Giada Cozzi : La petite fille
- Daria Nicolodi : La narratrice